# It's Happy Line
It's Happy Line is de eerste single van YUI.  De single werd in een beperkte oplage van ongeveer 2.000 stuks uitgebracht.  Bij de uitgave kostte de single 735 yen, tegenwoordig (medio 2007) moet men er 4000 yen voor neerleggen. It's Happy Line heeft de hitlijsten nooit bereikt aangezien YUI destijds niet zo populair was.